# Instituto de Tecnologia do Sul de Alberta
O Instituto de Tecnologia do Sul de Alberta (também conhecido como SAIT) é um instituto politécnico na cidade de Calgary, em Alberta no Canadá. A SAIT oferece mais de 100 programas de carreira em tecnologia, vendas e negócios. O SAIT é um membro da Polytechnics Canada e um dos 50 principais empregadores de Alberta. Fundada em 1916, é a segunda instituição pós-secundária mais antiga de Calgary e o primeiro instituto técnico financiado pelo Canadá.